# Európa történelme
Az Európa történelme cikk a kontinens múltjával foglalkozik, a neolitikus kortól napjainkig.
A nyugati kultúrák forrásának általában az ókori görögöket tekintik. A Római Birodalom évszázadokon keresztül birtokolta a kontinens mintegy felét. Bukása után a fejlődés hosszú időre szinte teljesen megállt, abban a korban, amit a felvilágosodás gondolkodói a sötét kornak, a mai történészek pedig egyszerűen középkornak neveznek. Ebben az időszakban kis közösségek, például kolostorok őrizték féltve a nehezen megszerzett tudást. Ez a korszak a reneszánsszal ért véget, amikor a felfedezések és a tudomány fejlődésének korszaka következett. A 15. századtól az európai nemzetek – különösen Spanyolország, Portugália, Franciaország és Anglia – hatalmas birodalmakat építettek, afrikai, amerikai és ázsiai gyarmatokkal. Az ipari forradalom Európában a 18. században kezdődött, és általános gazdagodáshoz, valamint a népesség növekedéséhez vezetett. A második világháború után, egészen a hidegháború végéig, Európa két nagy politikai és gazdasági tömbre osztódott: kommunista országokra Közép- és Kelet-Európában, és kapitalista országokra Nyugat-Európában. 1990 körül a kommunista blokk felbomlott.

## Ókor
I. e. 4000–i. e. 3000: A megalitok kora: megalitnak nevezett sokféle állóköveket emelnek, melyeknek szerepe más és más, valódi rendeltetésük azonban kevéssé ismert.
I. e. 2000 körül: Európa két arca: a mediterrán vidékeken élők technikája és kultúrája egyre fejlettebb, tőlük északra még mindig kőkorszaki körülmények között élő nomádok laknak.
I. e. 2000-I. e. 1450. Kréta szigetén virágzik a palotaépítő minószi civilizáció. A minószi hajósok, kereskedők és kézművesek, kifejlesztik saját írásukat (lineáris A írást). Az i. e. 1400-as években hatalmuk hanyatlik, és a mükénéiek támadásakor (i. e.1450 körül) kultúrájuk elpusztult.
I. e. 1400–I. e. 1200: A görög és mediterrán hajósnépek letelepedésre alkalmas helyet keresve sorozatosan támadják a szomszéd országokat. Lerombolják a Hettita Birodalmat.
I. e. 1200. Kelták kora: Észak-Európa vándornépei fokozatosan letelepednek és falvakban gazdálkodnak.
I. e. 800 körül a kelták sót és vasat bányásznak, pl. Hallstattban.
I. e. 1200: Trójai háborúk. Az egymással versengő görög városállamok, Trója és Mükéné harca. Homérosz eposza szerint a mükénéiek egy falóba rejtőzve jutnak be Trójába.
I. e. 753: Róma születése. Róma alapítói a legenda szerint Romulus és Remus, akiket csecsemőként nőstényfarkas szoptatott. A Római Királyság kezdete.
I. e. 750 körül: a görög városállamok a harcok kora után ismét megerősödnek.
I. e. 700 – I. e. 400 körül: Az etruszkok. Közép-Itália lakói meghódítják a szomszédos vidékeket és városokat építenek. Értenek a fémmegmunkáláshoz, jó kereskedők, és tudják, hogyan kell a földet alkalmassá tenni a búzatermesztésre. I. e. 600-tól I. e. 200-ig ők Róma urai.
I. e. 510 – I. e. 509: A Római Köztársaság. Róma népe felkel zsarnok királya, Tarquinius ellen, és létrehozza a „köz államát”, azaz a köztársaságot.
I. e. 600 körül: A spártai katonaállam. Spárta görög városállam, ahol még a legifjabb polgárokat is az állam feltétlen szolgálatára nevelik. A spártaiak megvetik a művészeteket. Rabszolgák tömegeit dolgoztatják.
I. e. 490 – I. e. 480: A görögök legyőzik a perzsákat a görög kolóniák felszabadításáért vívott maratoni csatában. A bosszúra éhes Xerxész, az új perzsa király ezután hatalmas sereggel vonul Görögországba, majd pedig a Thermopülei szorosnál győzelmet arat Spárta és több görög polisz egyesült serege felett. A szalamiszi csatában azonban flottája vereséget szenved.
I. e. 338: II. Philipposz, az észak-görögországi Makedónia uralkodója Spárta kivételével minden városállamot legyőz, és egyesíti az országot.
I. e. 356 – I. e. 323: Nagy Sándor: Makedóniai Fülöp fia húszéves korában kerül a trónra. A nagy hadvezér és hódító, a tudós Arisztotelész tanítványa első győzelmeit Perzsia és Egyiptom fölött aratja (i. e. 332–331). Világhódító tervei vannak; bevonul Indiába, katonái azonban kimerülnek és követelik: térjenek haza! Sándor óriási birodalmat hoz létre, új városokat alapít, és a népek egyenlőségét hirdeti. I. e. 323-ban halt meg.
I. e. 264-i. sz. 250: A Római Birodalom: A jól képzett római hadsereg az akkor ismert világ nagy részét meghódítja. A rómaiak hatékonyan kormányoznak, számtalan várost és sok ezer kilométernyi kitűnő utat építenek. Részletes jogrendet dolgoznak ki és új mezőgazdasági módszereket vezetnek be. Hatalma csúcsán a birodalom felöleli Nyugat- és Dél-Európát, Afrika Szahara fölötti részét és Délnyugat-Ázsiát.
I. e. 264: Az első pun háború. Róma és Karthágó vetélkedése a földközi-tengeri kereskedelemért. Első háborújuk során Róma megszerzi Szicíliát. I. e. 218: Hannibal átkel az Alpokon. A második pun háború során a punok híres hadvezére, Hannibál hadseregével és harminckét elefánttal átkel a Pireneusokon és az Alpokon Itáliában. Három csatában legyőzi a rómaiakat. Amikor vereséget szenved, öngyilkos lesz, nehogy fogságba essen. I. e. 149 – I. e. 146: A harmadik pun háború. Róma porig rombolja a nagy Észak-Afrikai várost, Karthágót. A férfiakat, nőket és gyermekeket eladják rabszolgának.
I. e. 133 – I. e. 122: A római polgárháború. A kormányzati változásokat követelő Gracchus fivérek meggyilkolása után Rómában közel egy évszázadig polgárháború dúl.
I. e. 77: A rabszolgalázadás. Spartacus és más szökött gladiátorok vezetése alatt a rabszolgasereg 100 000 főre duzzad; a lázadást leverik.
I. e. 58 – i. e. 44: Julius Caesar meghódítja Galliát (i. e. 58 – i. e. 51), és rabszolgák tömegével tér vissza Rómába. Caesar i. e. 45-ben a birodalom egyeduralkodója lesz, de egy évvel később, i. e. 44 márciusában meggyilkolják. I. e. 27: Octavianus, Caesar utóda felveszi az „Augustus” nevet és Imperator – Róma első császára – lesz. Uralkodása békét hoz a birodalomnak.
I. sz. 98 – 117: Róma I. sz.116 körül Traianus császár alatt éri el hatalma csúcsát, aki kelet felé terjeszti ki birodalmát.
I. sz. 117 – 138: Hadrianus császár megerősíti birodalma védelmi rendszerét, I. sz. 122-ben felépíti „Hadrianus Falát”, hogy a Skócia felől támadó piktek ne hatolhassanak be Britanniába.
I. sz. 286: A Római Birodalom hanyatlása. Diocletianus császár birodalma túl nagynak bizonyul ahhoz, hogy Rómából irányítsák. A császár létrehozza a tetrarchia uralmi rendszerét, melyben a birodalmat négy központból kormányozzák. Ez trónharcokat idéz elő.
A keresztényeket kegyetlenül üldözik, azonban 313-tól bevett vallás, majd a század végére államvallássá válik. 
395-ben kettéválik a római birodalom. I. sz. 455: Germán vandálok kifosztják Rómát. I. sz. 476: Barbár királyságok jönnek létre egész Európában.
I. sz. 476: Romulus Augustus császár trónfosztásával a Nyugatrómai Birodalom széthullik.

## Középkor
A középkor a Nyugatrómai Birodalom (i. sz. 476-os) bukásával veszi kezdetét, és egészen Amerika (i. sz. 1492-es) felfedezésével ér véget.

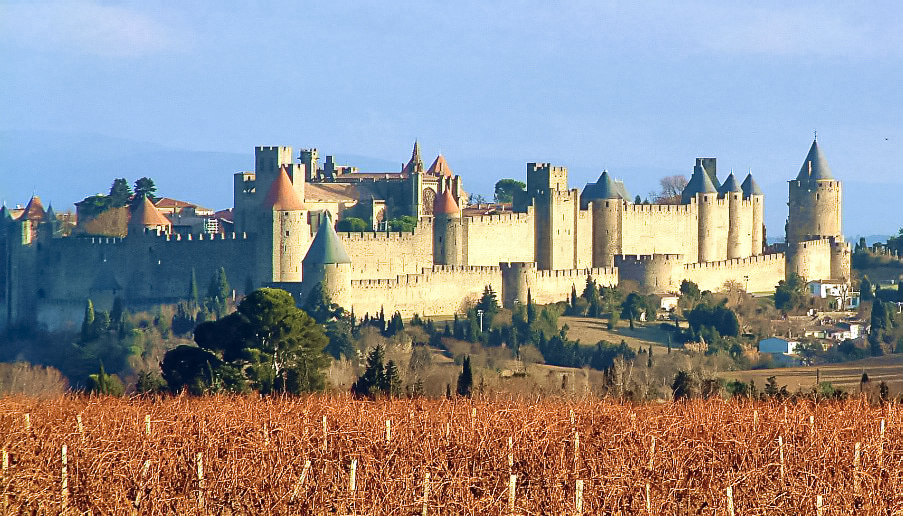
Egy középkorban épült vár, a dél-franciaországi Carcassonne

330-ban Konstantinápoly lesz az egykori Római Birodalom császári székhelye, mely az impérium kettéosztása után a Keletrómai Birodalom fővárosa lesz. Justinianus bizánci császár megpróbálja visszaszerezni a nyugati provinciákat, ám ez csupán részlegesen sikerül. Feleségével újjáépítik Konstantinápolyt, és kodifikálják a római jogot. Miközben a Nyugatrómai Birodalom összeomlik, a Bizánci Birodalom még egy évezredig fennmarad. 732: Európában feltartóztatják az iszlám erőlenyomulást. A nagy frank hadvezér, Martell Károly (a „Pöröly”), a poiters-i csatában megállítja a Franciaország elleni arab inváziót. I. sz. 800 körül: A kelet-európai szláv törzsek egyesülésében a Svédországból való viking kereskedőharcosok fontos szerepet játszanak. I. sz. 850: Az első orosz államok megalapítása Kijev és Novgorodban. I. sz. 900: A vikingek letelepednek Normandiában. Később normannokként válnak ismertté. I. sz. 962: I. Ottó német király, aki a hatalmas Német Királyság mellett Franciaország egy része, itáliai és közép-európai területek fölött is uralkodik, német-római császárrá koronáztatja magát, és engedelmességre akarja kényszeríteni a pápát. I. sz. 987: A nagyhatalmú francia hűbérúr, Capet Hugó lesz az első francia király. Franciaország ettől kezdve kilencszáz évig királyság. I. sz. 960: Lengyelország megalapítása. Mieszko herceg egységes állammá teszi Lengyelországot, és felveszi a kereszténységet. I. sz. 1001. január 1. (vagy 1000. december 31.): Magyarország megalapítása. I. István király idején indul meg a magyar feudális állam és társadalom kialakulása. I. sz. 1066: Hastingsi csata. Normandiai Vilmos legyőzi az angolokat és a csatában elesett Harold király helyére lép. I. sz. 1096 – 1270: A Keresztes háborúk. A keresztény európaiak megkísérlik visszahódítani Jeruzsálem szent városát a muzulmánoktól. A királytól a közemberekig sokan indulnak harcba. Hitük szerint „szent háborút” vívnak. 1099-ben sikerül elfoglalniuk Jeruzsálemet, de 1187-ben Nagy Szaladin muzulmán uralkodó visszafoglalja a várost. A további ostromok sikertelenek a keresztesek részéről, de Európába visszatérve új találmányokat és eszméket hoznak. I. sz. 1273: A Habsburg dinasztia. Habsburg Rudolfot császárrá koronázzák. Birodalmuk egyre csak nő, és egészen 1918-ig fönnmarad. I. sz. 1300 körül: Az Oszmán Birodalom. A muzulmán török uralkodó, I. Oszmán megalapítja az Oszmán Birodalmat, mely utódai idején a Földközi-tenger és Közel-Kelet térségének nagy részét elfoglalja. Ők lesznek a muszlim világ vezetői. Az államuk 1923-ig fönnáll. I. sz. 1347: „Mindenkit megöl a Fekete halál”. A „fekete halál” – a pestis egyik fajtája, amelyet a feltételezések szerint a bolhák és az élősködők terjesztenek és adnak át a patkányoknak – keletről kezd terjedni. 1347-ben kereskedőhajókon hurcolták be Európába. Minden idők legnagyobb és legpusztítóbb járványa ez; Európa összlakosságának egyharmadát elpusztítja. I. sz. 1337 – 1453: A százéves háború. III. Eduárd angol király igényt tart a francia trónra is. Csatát csata után vívnak, mert Anglia minél nagyobb francia területet akar megszerezni. Végül a franciák győznek. I. sz. 1469: Spanyolországban az Aragóniai Ferdinánd és a Kasztíliai Izabella házassága egyesíti a félsziget két részét. Seregük kiűzi az arabokat a déli területekről. Pénzzel támogatják Kolumbusz expedícióit. I. sz. 1492: Kolumbusz Kristóf felfedezi Amerikát. Kolumbusz célja, hogy megkerülje Afrikát, és eljusson Indiába. Ám utazása váratlan fordulatot vett, mert nem Indiába, hanem egy „új világba” jutottak. Mivel az elején azt hitte, hogy Indiában van, az itt élő őslakosokat indiánnak nevezte.

## Újkor
A középkor vége felé a felfedezések korszaka kezdődött. Az Oszmán Birodalom növekedése, amelynek egyik jelentős eseménye Konstantinápoly bukása volt 1453-ban, megszakította Kelet felé a kereskedési lehetőségeket, ezért Nyugat-Európa kénytelen volt új kereskedelmi útvonalak után nézni, ami magával hozta Amerika felfedezését is. Az új világrészek felfedezésével megkezdődött az újkori gyarmatosítások kora. Először Spanyolország és Portugália gyarmatosította a meghódított területeket és létrejött a hatalmas Spanyol- és Portugál Birodalom. Kialakult a világkereskedelem is, amelyben nemsokára Anglia és Hollandia játszotta a fő szerepet.
A katolikus egyház visszaélései és korrupciója ellen a 16. század elején Luther Márton lépett fel, akinek a tételeivel elindult a reformáció. Erre válaszul a katolikus egyház létrehozta az ellenreformációt és a vallási, társadalmi feszültségek a vallásháborúkban csúcsosodtak ki.
A 17. század közepén, a harmincéves háború vértengere után az államok életéből és egymáshoz való viszonyából mindinkább kiküszöbölődtek a vallási és egyházi érdekek, és új birodalom tűnt fel: a Francia Királyság, amely Európa vezető hatalma lett. Nagy segítségére volt Franciaországnak a felemelkedésben a harmincéves háborúból való szövetségestársa, a Svéd Királyság, továbbá az a körülmény, hogy Európának akkori másik nagyhatalmassága, az Oszmán Birodalom folytonos hadviselésével Európa keletén lekötötte a magyar király és német császár minden erejét. Közben az angol polgárháború – korábbi nevén angol polgári forradalom – számos addigi hatalmi szabályt újraír, amit többen az újkor kezdetének datálnak.
A 18. század a felvilágosodás kora lett, amelynek gondolkodói az értelmet állították a középpontba, elvetették a születési előjogokat és vallották, hogy minden embernek joga van szabadon szólni és gondolkodni. Ekkor született meg Franciaországban a Nagy Enciklopédia, amely összefoglalta a felvilágosodás korának ismereteit. Ez idő tájt a kontinens uralkodói még korlátlan hatalommal uralkodtak, a felvilágosodás eszméi azonban hatottak rájuk és a felvilágosult uralkodók a gazdasági nehézségeken reformokkal próbáltak úrrá lenni.
A 18. században a világ vezető gazdasági hatalma Anglia lett, amely globális gyarmatbirodalmat épített ki (→ Brit Birodalom). Egy újabb európai nagyhatalom is megjelent II. Frigyes uralkodása (1740–1786) alatt: a Porosz Királyság.
A francia forradalom 1789-es kitörése a társadalmi rendszerek végleges átalakulását indította el, melyek más országokra is átterjedtek, miközben több korszak, köztük Napóleon császársága váltotta egymást.
A 18. század végén megindult az ipari forradalom, amely Angliát agrár társadalomból ipari társadalommá alakította át. Az angol társadalom egyre kisebb része dolgozott a földeken, az emberek az ipari körzetekbe és a városokba mentek, hogy munkát találjanak. A változás magával hozta a gépek forradalmát és a tömegtermelést is. James Watt 1769-ben feltalálta a gőzgépet; majd ettől kezdve egyik találmány a másikat érte az iparban. Az áruk előállítása tökéletesedett, áruk olcsóbb lett és a fogyasztás nagy mértéket öltött. Az ipari forradalom olyan társadalmi és gazdasági változást indított el, amely azóta is tart.
A 19. század számos ország helyzetét megváltoztatta, először a napóleoni háborúk miatt, majd annak következményeként az országok státuszának újratárgyalásaival. Különféle egyéb háborúk és forradalmak is formálták ekkoriban az országok és társadalmaik állapotát. Az Egyesült Királyság és Írország uralkodója majd négy évtizedig Viktória brit királynő volt 1837 és 1876 között. 1867-ben a Porosz–osztrák–olasz háború eredményeként létrejött a korszak egyik legjelentősebb államszövetsége, az Osztrák–Magyar Monarchia. A század legvégén az első újkori olimpiai játékok is megrendezésre kerültek.

## Modern kor

### 20. század
A 20. század drámaian sok változást hozott, melyek Európában különösen tetten érhetők voltak; a változások jelentős részét a korábban soha nem tapasztalt technológiai, valamint társadalmi fejlődések is felerősítették. A század első felét Európában leginkább két világháború, az első és a második világháború határozta meg, melyek a haditechnikai fejlődések miatt addig soha nem látott pusztítással jártak. Az első világháború 1918-as végének következményeként az Osztrák–Magyar Monarchia is megszűnt, ahogy Magyarország is elvesztette addigi területei nagy részét. 1917-ben a bolsevik forradalom nyomán Oroszország elindult a kommunizmus útján, amiből 1922-re több másik országgal együtt Szovjetunió lett. Más európai országokban élre tört a fasizmus, mint Németországban vagy Olaszországban; leginkább ezen ideológiát követő országok miatt tört ki a második világháború. A háború mellett a holokauszt is rengeteg ember halálát okozta. A második világháború után kialakuló kétpólusú világrend, a „hidegháborúként” is emlegetett szembenállás az Egyesült Államok és a Szovjetunió között a század második felének legmeghatározóbb jelensége volt Európában. Emellett létrejött 1952-től az Európai Szén- és Acélközösség, majd 1958-tól az Európai Gazdasági Közösség, amik a majd 1993-ban létrejövő Európai Unió legfontosabb elődei voltak. A technológia gyors fejlődése nemcsak a hadászatban, hanem az élet olyan területein is megannyi változást eredményezett Európában is, mint az orvostudomány, gépészet, közlekedés vagy informatika. A társadalmi változások leginkább a század közepére értek be, ebben a legjelentősebb változásokat az emancipáció (például női egyenjogúság, nők szavazati joga), a szexuális forradalom, és a különböző kisebbségek (afroamerikaiak, homoszexuálisok stb.) azonos jogainak elismerése jelentették Európában is.

#### Hidegháború
Ugyan együtt harcolt az Egyesült Államok és a Szovjetunió a második világháborúban, de ettől függetlenül mindig is bizonyos mértékű neheztelés karakterizálta a kommunista és a kapitalista ország viszonyát. Elsősorban a közös ellenség – a tengelyhatalmak – legyőzésének célkitűzése okán kötöttek szövetséget a hadviselés időtartama alatt, mintsem az ideológiai és világnézeti hasonlóság miatt. Egyes történészek szerint a két nemzet között nem alakult ki akkora kölcsönös megbízás és testvériség, hogy feltartóztatóhatással legyen a kapcsolatok elmérgesedésére a háború után. Az amerikai kormányzat eleve sem kedvelte a vörösuralmat, valamint elítélte Sztálin zsarnoki módszereit, különösképpen a szabadságjogok alapvető hiányát a Szovjetunióban. A Szovjetunió vezetői a maguk részéről pedig rossz néven vették, hogy az amerikaiak sokáig nem fogadták el a nemzetközi színtér legitim szereplőjének a bolsevikok által létrehozott kommunista államalakulatot, melyet irányítottak; továbbá nehezményezték az USA késői belépését a második világháborúba, amely akár több millió ember halálát okozhatta. A háború lezárulását követően ezen sérelmek ellenségeskedésbe fajultak.

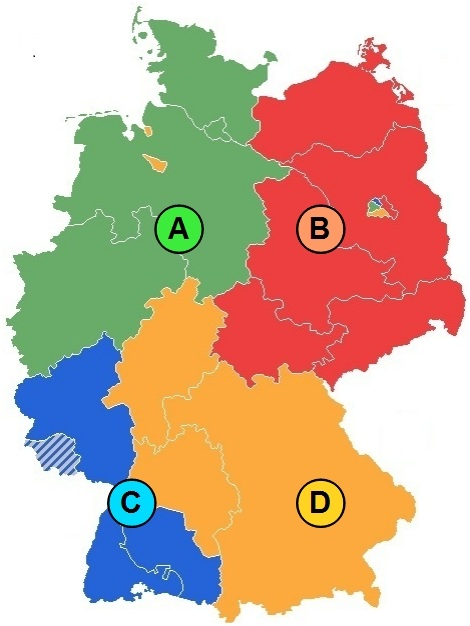
Németország megszállási övezetei
A: brit (NSZK)
B: szovjet (NDK)
C: francia (NSZK)
D: amerikai (NSZK)

A háború utolsó évében rendezésre kerülő szövetséges konferenciákon az USA, a Szovjetunió és az Egyesült Királyság Európa jövőbeni hatalmi struktúrájáról és politikai berendezkedéséről tárgyalt. Ezek közül különösen releváns az 1945 januárjában Jaltában szerveződött értekezlet, melynek során hangoztatta elképzeléseit a háború utáni európai rendről valamennyi résztvevő. Sztálin kifejtette a Szovjetunió álláspontját, miszerint a Szovjetunió rendelkezzék Kelet-Európa egésze, de kiváltképp Lengyelország felett, amit avval indokolt, hogy az évszázadok folyamán számos támadás érte Oroszországot a nyugati szomszédján keresztül, így szerinte szovjet nemzetbiztonsági szempontból kiemelt fontosságú a kellő védelem létesítése ott. Eleinte Roosevelt amerikai elnök még bízott abban, hogy együttműködik Sztálin a háború utáni stabilitás megteremtése végett, ám elsődleges rövidtávú célja a Japán elleni hadművelethez való szovjet támogatás megszerzése volt. Winston Churchill angol miniszterelnök prioritásai inkább Anglia érdekei megvédésére irányultak, noha a szovjet vezetést illetően más véleményen volt, mint Roosevelt: Churchill némileg negatívabban, gonosz önkényúrként vélekedett a szovjet diktátorról. A tömérdek, olykor ellenkező óhaj következtében kompromisszumos megoldás született: Németország négy megszállási övezetre oszlik, melyek közül egyet-egyet adminisztrálnak a szovjetek, az amerikaiak, a britek, és a franciák. Ezenkívül Európa egészére vonatkozóan voltaképpen befolyási körzeteket jelöltek ki; a kontinens keleti része szovjet, a nyugati angol-amerikai érdekkör. Ezt az alkut az utókori közélet egyes szereplői bírálják. Számos történész és politikus elhibázottnak tartja a három nagyhatalom által kötött megállapodást, mert úgy vélik, hogy az USA és az Egyesült Királyság túl engedékeny módon viszonyult a tirannus Szovjetunió kéréseihez, így véleményük szerint felelősek Kelet-Európa népei több évtizedes elnyomásáért.
A háború utáni szovjet terjeszkedési politika szintén szította az amerikaiak és a szovjetek közötti viszályt. Az amerikai vezetés attól tartott, hogy az egykori csapattársa igényt tart globális szintű irányító szerepre, melyre a kommunizmus popularizálásán, illetve erőszakos bevezetésén keresztül tervez szert tenni. Mindazonáltal a Szovjetunió méltatlankodott az amerikai tisztviselők állítólagos harcias retorikája, fegyverkezési tevékenységei, és intervencionista attitűdje miatt. Michael Dobbs író és történész szerint ily légkörben elkerülhetetlen fejlemény volt a két nagyhatalom egymással való szembenállásának kezdete. Sőt, míg a romokban heverő Egyesült Királyság, Franciaország, és Németország autoritása markánsan csorbult a háború következtében, ez időszakban olyannyira jókora befolyást tudhatott magáénak mind a Szovjetunió, mind az Egyesült Államok, hogy elnyerték a „szuperhatalom” elnevezést: immár főképpen e két, eltérő jellegű politikai rendszerrel bíró állam mutatkozott fontos világpolitikai szereplőnek. Mindeközben komoly gazdasági segélynyújtást szükségelt Európa, míg befolyásért küzdött lerombolt országaiban a liberalizmus és a kommunizmus. Mindkét szuperhatalom azt szerette volna elérni, hogy önnön hatása alá kerüljön a kontinens minél nagyobb része. Ennélfogva a Szovjetunió és az Egyesült Államok közötti fokozott feszültség jellemezte csaknem 45 esztendős korszak alatt, melyet hidegháborúként könyvelt el a tudomány és a köznyelv egyaránt, több ízben is látszólag fenyegetett a konfliktus újbóli kitörése Európában.
A Szovjetunió a második világháború alatt felszabadította a náci uralom alól, majd megszállta Kelet- és Közép-Európa zömét, néhány ország kivételével. A baltikumi államokat – Észtországot, Lettországot és Litvániát – annektálta a Szovjetunió. Románia, Bulgária, Magyarország, Csehszlovákia, Lengyelország, illetve az NDK újonnan létrejött kelet-német állam a szovjet befolyási övezetbe került. Eközben Franciaország, Hollandia, Belgium, Dánia, Norvégia, Olaszország, Portugália, Izland, Görögország és Törökország, illetve a néhány évvel a háború vége után alapításra kerülő NSZK nyugat-német föderáció kormányzata egyértelműen nyugat-orientált politikát folytatott.
Az Egyesült Államok második világháború utáni külpolitikája a kommunizmus visszaszorítására irányult. A Roosevelt halálát követően hivatalba lépő Truman elnökről elnevezett Truman-doktrína a következő évtizedek amerikai külügyi stratégiát alapjában véve meghatározta. A doktrína elkötelezte az Egyesült Államokat a kommunizmus ellen harcoló mozgalmak támogatása mellett. Az amerikai vezetés úgy vélte, amennyiben nem jut kellő segítséghez Görögország és Törökország a szélsőbaloldali felkelések leküzdése érdekében, fenyeget a további szovjet térhódítás veszélye. Ezen irányelven alapozódott az USA Marshall-terv nevű segítségnyújtási kezdeményezése, mely a kommunizmussal szimpatizáló tömörülések népszerűsödésének megfékezésére törekedett Európa gazdasági talpra állításán és újjáépítésén keresztül. E program keretében összesen körülbelül 12 milliárd dollárnyi pénzsegélyben, illetve alacsony kamatozású hitelben részesülhettek az európai országok, habár a Szovjetunió megtiltotta a kelet-európai csatlós államainak, hogy elfogadják a támogatást.
1948 júniusában úgy döntött a Szovjetunió, hogy korlátozza az Egyesült Államok, az Egyesült Királyság, és Franciaország hozzáférését Berlinhez annak érdekében, hogy kikényszerítse akarata érvényesítését a város nyugati szektoraiban. A nyugatiak légihíddal reagáltak, és folytonos, repülőgéppel történő áruszállítással biztosították városrészeik ellátását. Első alkalma volt annak, hogy nyíltan szembeszállottak egymással a Szovjetunió és a demokráciapárti szövetségek a háború utáni Európában, ami különleges jelentőséggel ruházza fel az eseményt.
A feszültség azonban tovább fokozódott. Winston Churchill 1945. március 5-én a következőket mondta beszédében:
A baltikumi Stettintől az Adriánál levő Triesztig vasfüggöny ereszkedett le, a kontinens teljes szélességében. E vonal mögött van Közép- és Kelet-Európa ősi államainak összes fővárosa. Varsó, Berlin, Prága, Budapest, Belgrád, Bukarest és Szófia, mindezen híres városok, környező népességükkel abban fekszenek, amelyet szovjet szférának kell neveznem, és így vagy amúgy, de mind ki van téve nem csupán a szovjet befolyásnak, de egy igen erős és egyes esetekben fokozódó mértékű moszkvai irányításnak is.

A vasfüggöny útvonala

Fokozatosan kettéoszlott Európa a háború utáni években, ahogyan a szovjet hatalomgyakorlás a keleti-európai népek önrendelkezése és szabad mozgáshoz való joga sérüléséhez vezetett. E veszélyekre kívánta felhívni az angolszász világ figyelmét Churchill a beszédében. Az általa használt „iron curtain” (magyarul: vasfüggöny) kifejezés elterjedt, és először metafóraként, majd később, miután rendre határkerítést létesítettek a kelet-európai kommunista államok, szó szerinti értelmében tükrözte a földrész tragikus kettéválasztását.
Az Egyesült Államok 10 javarészt demokratikus és kapitalista nyugat-európai állammal – és Kanadával – együtt megalapította a NATO védelmi szövetséget, amelynek alaptétele a kölcsönös védelem garanciája. Ennek ellensúlyozása érdekében alakult meg a Szovjetunió által pártfogolt Varsói Szerződés nevű katonai együttműködés 1955-ben. Holott elvileg önkéntes szövetség volt e liga, valójában a kommunista hatalomfenntartás és kényszer eszközeként szolgált. A tagkormányai a despotizmus jármával kívánták elnyomni saját népüket; súlyosan korlátozták a szólásszabadságot, gyakorta megkísérelték ellehetetleníteni az ellenzék működését; hatalmas besúgóhálózat alkalmazásával tettek erőfeszítést a rendszer ellenségei identifikálásáért és letartóztatásáért. A Szovjetunió csatlós államaiban általánosságban véve jobb volt az életszínvonal, mint a Szovjetunióban, jóllehet rosszabb mint a nyugati blokk országaiban.
1956-ban forradalom tört ki Magyarországon, ahogy felkelt a nép a Magyar Népköztársaság ellen. A tömegtüntetések nyomán kialakult szabadságharc a kormány bukását elérte, de a szovjet csapatok bevonulásával leverte a Szovjetunió a forradalmat, és visszaállította a szovjetbarát kommunista államhatalmat. Habár szidta a szovjet döntést a nyugat, katonailag nem segített a magyar szabadságharcosaknak az Egyesült Államok.
1958-ban kezdték kiépíteni a berlini határzárat, ez 1961-re kulminálódott berlini falként, amely tüstént a szovjet represszió jelképévé vált.
Az 1960-as években valamelyest lazított a Szovjetunió az általa megkövetelt fegyelmen, így ebben a némiképp kedvezőbb politikai környezetben egyre több törekvés jelent meg, ami a gazdaság liberalizálását szorgalmazta, és kisebb politikai reformokat is pártolt. Alexander Dubček csehszlovák vezető 1968-ban kihirdette az „emberarcú szocializmus” című programját, mely a közélet demokratizálását sürgette. A Szovjetunió vezetése azonban rossz szemmel nézte ezt a kezdeményezést, és arra kérte Dubčeket, hogy hagyjon fel a reformprogramjával, de ő nem engedelmeskedett, ezért arra utasította Brezsnyev szovjet vezető a Varsói Szerződés tagjait, hogy támadják meg Csehszlovákiát. Ezen intervenció következtében született a Brezsnyev-doktrína, miszerint a „szocializmus” fennmaradását veszélyeztő esemény esetén beavatkozhat a kommunista blokk többi állama. A nemzeti szuverenitás felháborító megsértése ugyan káros hatással volt a nyugat és a Szovjetunió kapcsolatára, de ennek ellenére is kezdetét vette a détente, azaz enyhülés folyamata, melynek során hosszú tárgyalások révén némileg stabilizálódott a politikai és katonai szituáció. Az NSZK is részt vett: az Ostpolitik (magyarul: keleti politika) terve fényében egyezkedett az NDK-val.
Az 1980-as évekre jelentősen megerősödött a kommunizmussal szembeni ellenállás, és világszerte figyelem irányult a vörösuralommal szembeszegülő személyekre és mozgalmakra, akárcsak a lengyel Szolidaritás szakszervezetre vagy Václav Havel cseh drámaíróra. Az akkori szovjet vezető, Mihail Gorbacsov több reformcsomaggal kívánta megakadályozni a Szovjetunió teljes szétesését. A peresztrojka a gazdaságot érintette elsősorban, míg a glasznoszty a politikai nyitottságot és a szabadságjogokat növelte. Mivel egyes kelet-európai országok, nevezetesen a NDK ellenezte a változtatásokat, furcsa módon az a bizarr helyzet keletkezett, hogy a Szovjetunióban kevésbé fegyelmezetten követték a kommunizmus ideológiai tételeit, mint egyes csatlós államaiban. Mindeközben szüntelen tüntettek a régió minden tájékán a demokráciáért. Gorbacsov elhatárolódott a Brezsnyev-doktrínától, és úgy nyilatkozott, hogy nem avatkozik be a kelet-európai pártállamok védelme céljából.
1989-ben a Szolidaritás szerezte a legtöbb voksot a lengyel választáson, így évtizedek óta először győzött egy nemkommunista párt a keleti blokk országaiban. Ugyanabban az évben megrendeződött a páneurópai piknik, melyen átkelhetett az osztrák-magyar államhatáron számos NDK-polgár. Ez hozzájárult a Kelet-Berlint Nyugat-Berlintől elválasztó berlini fal leomlásához. A vasfüggöny másutt is ledőlésnek indult; néhány hónapon belül békésen megdőlt a Varsói Szerződés többi államának kormánya. Egyedül Romániában volt vérengzés, amelynek végén kivégezték Nicolae Ceausescu despotát.
Később sorra szabad választást tartottak a volt-kommunista országokban, amelyek a piacgazdaság és demokrácia irányában kezdetek haladni. Csaknem fél évszázadnyi elválasztás után újraegyesülhetett Németország az NDK területei NSZK-ba történő bevonásával, habár eleinte aggasztotta az Egyesült Királyságot és Franciaországot e fejlemény.

#### 20. század vége

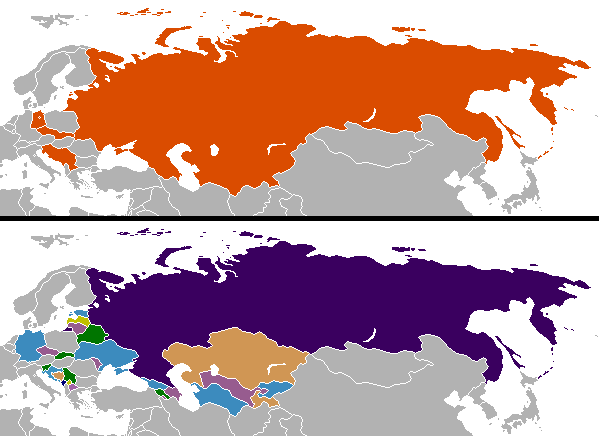
A Szovjetunió és a helyén kialakuló országok 1990 után

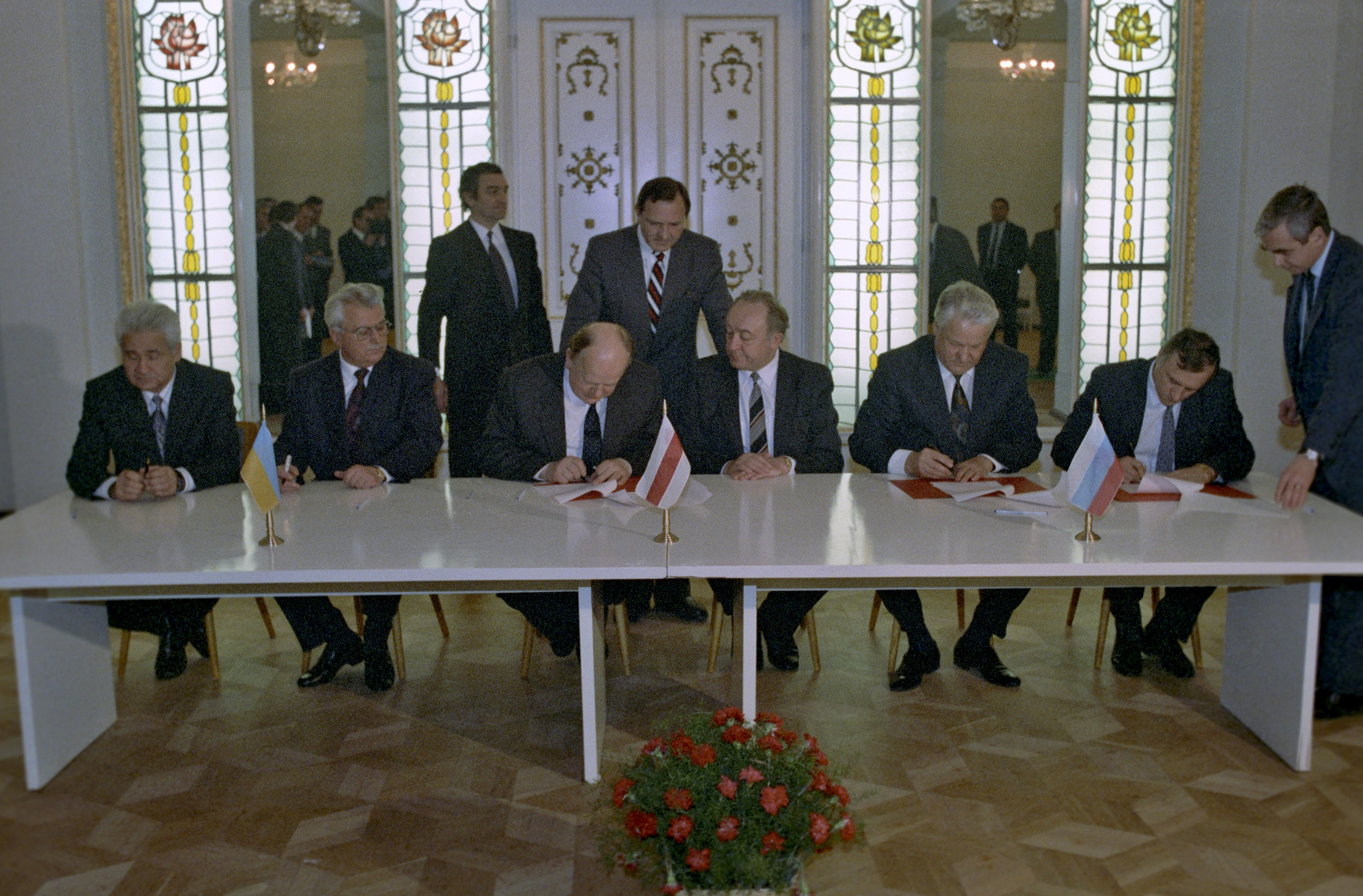
A Szovjetunió végéről és a FÁK létrejöttéről szóló határozatok aláírása, 1991. december 8.

A hidegháború végét 1990-re teszik. Eddigre már többnyire elveszítette a Szovjetunió a kelet- és közép-európai csatlós államai és a kommunista pártok világszervezete fölötti ellenőrzést, habár a teljes mértékű felbomlására csupán egy esztendővel később került sor 1991-ben. Utódállamai száma 15, melyek lényegében elhatárolódtak a kommunizmus ideológiájától. Magyarország és a többi közép-európai állam az európai integrációba és az euroatlanti szövetségbe való bevonás útjára indult. Nyugat-Európa a szorosabb összefogás pályájára lépett, és az 1993-as maastrichti szerződés nyomán létrejött Európai Unió a tagállamainak számát gyarapítani igyekezett. A hidegháborúban semlegességet valló Ausztria, Finnország, és Svédország az 1990-es években nemcsak az EU-ba, hanem a belső határőrizetet megszüntető schengeni övezetbe is belépett.
Eközben az egykori Jugoszlávia területén élő népcsoportok között kitört a délszláv háború a különböző nemzetek függetlenségségi és terjeszkedési törekvései okán. A hadviselés mintegy 140 000 életet követelt, és a NATO is beavatkozásra kényszerült.
A maastrichti szerződés megteremtette a monetáris unió létesítésének alapját. Az euró közös fizetőeszköz 1999-ben került bevezetésre, és merőben helyettesítette az eredetileg részt vevő tagállamok valutáját 2002-re.

## 21. század
2000 után Vlagyimir Putyin lett Oroszország vezetője, aki Borisz Jelcin évtizede után idővel egyre autokratikusabb, diktatórikusabb rendszert épített ki. Az Európai Unió tovább bővült 2004-ben, mikor tíz ország csatlakozott hozzá, többek között Magyarország. Ezután 2007-ben Romániával és Bulgáriával, majd 2014-ben Horvátországgal bővült az Unió. A 2005-ben elhunyt II. János Pál pápa után következő XVI. Benedek pápa elődeitől eltérően 2013-ban lemondott pozíciójáról; utóda Ferenc pápa lett.
A 2008-ban kirobbant gazdasági világválság keményen sújtotta az európai országok zömét. A hivatalban lévő kormányok nagy része megszorító intézkedések meghozásával kívánta kezelni a krízishelyzetet.
2014-ben megszállta a krím-félszigetet az orosz haderő a nemzetközi tiltakozások ellenére. E művelet újabb, Oroszországgal szembeni szankciók bevezetését eredményezte.
Az Európai Unió jövőjét nagyban befolyásoló fejlemény a Brexit-népszavazás, melyen az Egyesült Királyságbeli választópolgárok állást foglaltak az EU-ból való kilépés mellett. Az elválási procedúra meglehetősen komplex, bonyolult tárgyalásokat involváló folyamat, melynek végkimenetele hosszútávú következménnyel bíró lehet mind az Egyesült Királyság, mind az Európai Unió számára.
A 2020-ra világjárvánnyá váló Covid19-pandémia Európában is jelentős egészségi, gazdasági és társadalmi nehézségeket hozott a járvány következtében elhunytakon felül. 2022 februárjában Oroszország megtámadta Ukrajnát, amivel új kelet-európai krízist okozott; az incidens hatására Svédország és Finnország is a NATO tagja lett. 2022. szeptember 8-án meghalt II. Erzsébet brit királynő, az addigi leghosszabb ideig trónon lévő brit uralkodó. Ferenc pápa 2025-ös halála után XIV. Leó lett az új katolikus egyházfő; Leó, polgári nevén Robert Francis Prevost lett az első észak-amerikai születésű pápa.

## Kapcsolódó irodalom
- Benevolo, Leonardo: A város Európa történetében (ford. Ordasi Zsuzsa), Atlantisz Könyvkiadó, Budapest, 1994 (Európa születése), ISBN 963-7978-45-3
- Le Goff, Jacques: Európa születése a középkorban (ford. Sujtó László), Atlantisz Könyvkiadó, Budapest, 2008 (Európa születése), ISBN 9789639777033